# Hevingham
Hevingham is een civil parish in het bestuurlijke gebied Broadland, in het Engelse graafschap Norfolk met 1260 inwoners.